# جزر
الجَزَر ويسمى في ليبيا وتونس وبعض نواحي الجزائر الاسفناري أو السفنارية (تحريفا عن اليونانية القديمة) وفي بقية الجزائر الزرودية واسمه العلمي (باللاتينية: Daucus carota) أحد أنواع الخضراوات الجذرية وغالباً ما يكون برتقالي اللون، وقد يكون لونه أبيض أو أصفر أو أحمر أو قرمزي.
للجزر قوام متماسك ومقرمش عندما يكون طازجا. الجزء المأكول منه غالباً هو الجذر الوتدي، رغم أن الجزء الأخضر قابل للأكل. يعد الجزر نباتا مستأنسا.

## أصل التسمية
اسم الجزر باللغة السومرية هو (تور-شار) وفي الآشورية (جزرو) وهذه التسمية انتشرت في معظم منطقة الشرق القديم: في الفينيقية (جزر)، وفي العبرية (جزر)، وفي الآرامية (جزرا)، وفي السريانية (جزرو)، وفي الفارسية (گزر)، وفي العربية (جزر).
بعض المعاجم العربية اعتبرتها دخيلة من الفارسية، وفي لسان العرب نقل ابن منظور قول ابن دريد وأبو حنيفة الدينوري (حيث قال ابن دريد أحسبها غير عربية، أما أبو حنيفة فقال أنها فارسية). وعدها إلياس بيطار على ضوء ما تقدم أنها كلمة عربية أصيلة بسبب وجودها في صميم النسيج اللغوي لمنطقة الشرق القديم.

## الزراعة
تنمو الأجزاء من البذور، وقد تأخذ 4 أشهر (120 يوماً) حتى تنمو كاملةً، ولكن أغلب الأصناف تأخذ ما بين 70 إلى 80 يوماً في الظّروف المثالية.

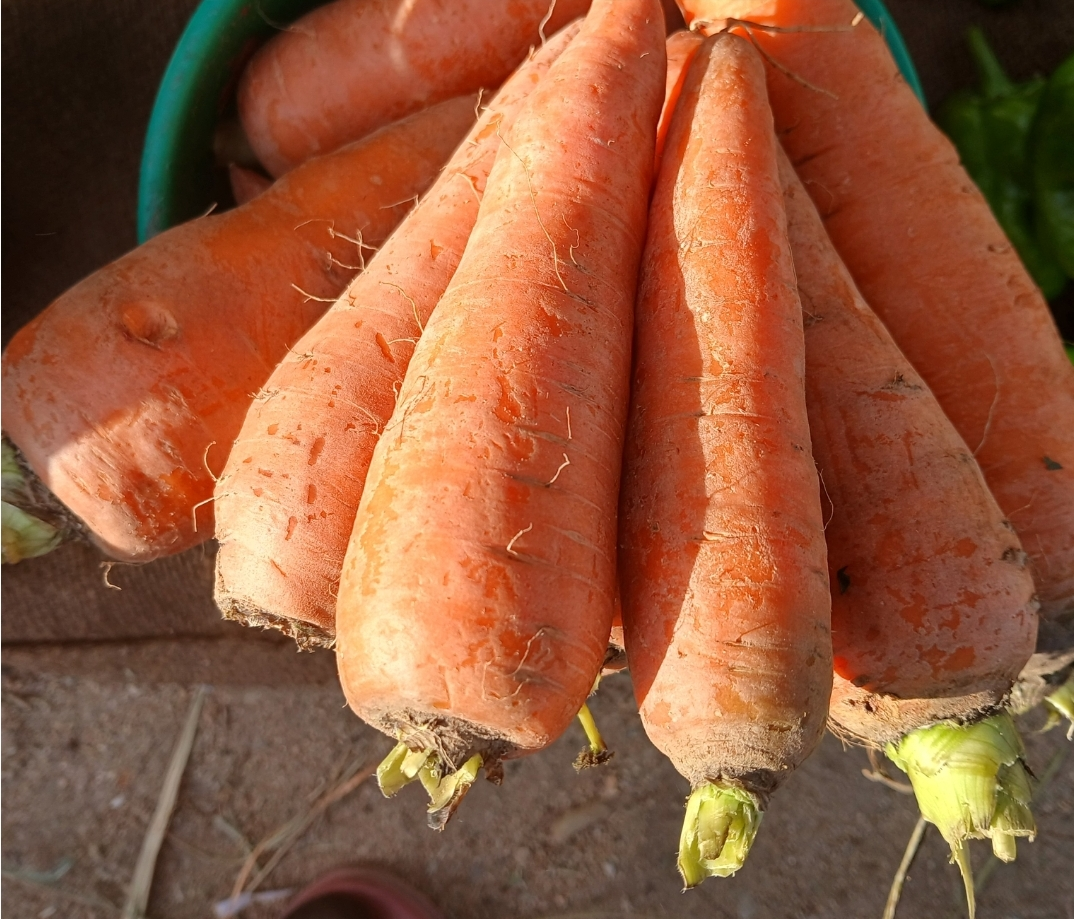

## اقرأ أيضاً
- جزر (نبات)
- كاروتين
- كاروتول
- سوسة الجزر